# Núria Sebastián Gallés
Núria Sebastián Gallés és una psicòloga espanyola, professora de psicologia a la universitat Pompeu Fabra, especialitzada en ciències cognitives i bilinguisme. Elegida vicepresidenta del Consell científic del Consell Europeu d'investigació (ERC) i des del gener de 2018, és membre del Consell científic de l'Educació nacional francès.
També treballa al Grup d'investigació en neurosciences cognitives (GNRC) del parc científic de Barcelona.
Ha treballat sobre les facultats particulars dels bebés bilingües, comparant-los als bebés monolingües, en determinant que els bebés criats en un entorn bilingüe són capaços de diferenciar entre idiomes, fins i tot si és el primer cop que estan exposats a aquestes llengües. Destaca la seva col·laboració amb Janet Werker, psicòlega i directora del centre d'estudis dels nens a la Universitat de Colòmbia Britànica a Vancouver.
« Al mateix estudi, també presentavem als néonats, monolingües i bilingües, frases de la seva llengua maternal (sigui l'espanyolo sigui el català) i frases en anglès (llengua totalment desconeguda per a ells). Mentre que en els neonats monolingües s'observaven els resultats esperats, uns temps de resposta d'orientació més ràpids per a la llengua familiar que per a la llengua no familiar. En els bilingües s'observaven els resultats exactament invertits: els neonats bilingües s'orientaven més ràpid cap a la llengua no familiar que cap a la llengua familiar. ».

## Publicacions
Núria Sebastián Gallés és autora de més d'un centenar de publicacions.

### En francès
- « Categories fonologiques i representació de les paraules en el desenvolupament lexical del nen bilingüe », a Recherches linguistiques de Vincennes, 35 (2006).[9][10]
- Núria Sebastián-Gallés i Laura Bosch, Esdevenir i ser bilingüe, in Emmanuel Dupoux, editor, Els Llenguatges del cervell, Edicions Odile Jacob, 2002
- amb Manuel Carreiras : Procés del llenguatge en castellà (1996).

## Reconeixements
- 2000 : guardó del programa « Bridging Mind, Brain and Behavior » de la Fundació James S. McDonnell.[11]
- 2002 a 2006 : membre del grup de consellers del programa “Brain and Learning” del OCDE.[12]
- 2005 : Nijmegen Lectures.
- 2007 : premi Ig-Nobel en lingüística, juntament amb Juan Manuel Toro i Josep B. Trobalon de la universitat de Barcelona, per haver mostrat que les rates són sovint incapaces de diferenciar entre la llengua japonesa i la llengua holandesa quan el discurs està difós al revés.[13]
- 2009 : premi de l'Academia ICREA concedit pel govern català.
- 2012 : premi Narcís Monturiol.
- 2016 : escollifa membre corresponent de la British Academy.[14]
- 2018 : membre a França del Consell científic de l'Educació nacional.[15]

Ella és membre de la Societat Europea de Psicología Cognitiva, la Societat Internacional dels Estudis de l'Infant i la Societat Española de Psicología Experimental.